# Карън Блек
Карън Блек (на английски: Karen Black) е американска актриса, драматург, певица и автор на песни. 

## Биография
Карън Блек е родена на 1 юли 1939 година в Парк Ридж, Илинойс. Дъщеря е на Елси Мери (по рождение Рейф), писател на няколко наградени детски романа, и Норман Артър Зиглер, инженер и бизнесмен.  Нейният дядо по бащина линия е Артър Чарлз Зиглер, класически музикант и първи цигулар на Чикагския симфоничен оркестър.  Тя има една сестра, актрисата Гейл Браун, и един брат. Блек е от немски, чешки и норвежки произход.  Семейство Зиглер идват в Съединените щати от Южна Германия от района на Нойкирх (Ротвайл) между Шварцвалд и Швабска Юра.

### Кариера
Карън Блек става известна с работата си в различни студийни и независими филми през 1970-те години. Често играе ексцентрични и нестандартни герои, и се утвърждава като фигура от движението Нов Холивуд. Кариерата й обхваща над 50 години и включва близо 200 роли, както в независими, така и в масови филми. Блек получава множество отличия през цялата си кариера, включително две награди Златен глобус за най-добра актриса в поддържаща роля, както и номинация за Оскар за най-добра поддържаща женска роля.
Тя участва в театрални спектакли на Бродуей през 1965 г., още преди да направи своя кино дебют във филма на Франсис Форд Копола „Вече си Голямо момче“ (1966). Блек се премества в Калифорния и получава ролята на проститутка, която забърква ЛСД в филма на Денис Хопър „Волният ездач“ (1969). Това довежда до главната и роля в драмата „Пет леки пиеси“ (1970), в която тя играе безнадеждна сервитьорка, за която е номинирана за Оскар и печели Златен глобус за най-добра поддържаща женска роля. За изявата и като Миртъл Уилсън във „Великият Гетсби“ (1974) печели втори Златен глобус за най-добра поддържаща женска роля.
Блек участва като бляскава кънтри певица в ансамбловата музикална драма на Робърт Олтмън „Нешвил“ (1975), като също пише и изпълнява две песни за саундтрака, за което получава номинация за награда Грами. Образът й на амбициозна актриса в драмата на Джон Шлезинджър „Денят на скакалца“ (1975) й носи трета номинация за Златен глобус, този път за най-добра актриса. Впоследствие тя поема четири роли в антологичния хорър филм на Дан Къртис „Trilogy of Terror“ (1975), последван от филма на Къртис за свръхестествени ужаси, „Burnt Offerings“ (1976). Същата година тя участва като измамник в последния филм на Алфред Хичкок, „Семеен заговор“.

### Смърт
На 8 август 2013 г. Блек почива в здравния център на Сейнт Джон в Санта Моника, Калифорния,  от ампуларен рак, на 74 години.

## Избрана филмография
| година | филм            | оригинално заглавие | роля          | режисьор      |
| ------ | --------------- | ------------------- | ------------- | ------------- |
| 1969   | Волният ездач   | Easy Rider          | Карън         | Денис Хопър   |
| 1970   | Пет леки пиеси  | Five Easy Pieces    | Райет Дипесто | Боб Рафелсън  |
| 1974   | Великият Гетсби | The Great Gatsby    | Миртъл Уилсън | Джак Клейтън  |
| 1975   | Нашвил          | Nashville           | Кони Уайт     | Робърт Олтмън |
| 1976   | Семеен заговор  | Family Plot         | Фран          | Алфред Хичкок |